# Джирард (Канзас)
Джирард (англ. Girard) — місто (англ. city) в США, в окрузі Кроуфорд штату Канзас. Населення — 2496 осіб (2020).

## Географія
Джирард розташований за координатами 37°30′32″ пн. ш. 94°50′44″ зх. д. / 37.50889° пн. ш. 94.84556° зх. д. (37.508855, -94.845520).  За даними Бюро перепису населення США в 2010 році місто мало площу 6,31 км², з яких 6,21 км² — суходіл та 0,10 км² — водойми.

## Демографія
Згідно з переписом 2010 року, у місті мешкало 2789 осіб у 1080 домогосподарствах у складі 710 родин. Густота населення становила 442 особи/км².  Було 1228 помешкань (195/км²).
Расовий склад населення:
| - 94,4 % — білих - 1,8 % — чорних або афроамериканців - 0,8 % — корінних американців - 0,2 % — азіатів |

До двох чи більше рас належало 2,0 %. Частка іспаномовних становила 2,7 % від усіх жителів.
За віковим діапазоном населення розподілялося таким чином: 24,9 % — особи молодші 18 років, 56,4 % — особи у віці 18—64 років, 18,7 % — особи у віці 65 років та старші. Медіана віку мешканця становила 39,0 року. На 100 осіб жіночої статі у місті припадало 93,0 чоловіків;  на 100 жінок у віці від 18 років та старших — 91,7 чоловіків також старших 18 років.
Середній дохід на одне домашнє господарство  становив 49 343 долари США (медіана — 36 250), а середній дохід на одну сім'ю — 57 515 доларів (медіана — 45 625). Медіана доходів становила 30 063 долари для чоловіків та 26 875 доларів для жінок. За межею бідності перебувало 13,4 % осіб, у тому числі 21,0 % дітей у віці до 18 років та 11,3 % осіб у віці 65 років та старших.
Цивільне працевлаштоване населення становило 1232 особи. Основні галузі зайнятості: освіта, охорона здоров'я та соціальна допомога — 32,0 %, виробництво — 16,6 %, роздрібна торгівля — 14,3 %.